# Umek
Uroš Umek, známý jen jako Umek nebo DJ Umek (* 16. května 1976, Lublaň, SR Slovinsko, Jugoslávie), je slovinský hudebník, producent a diskžokej elektronické taneční hudby. Od roku 1993 až dosud se věnuje žánrům jako electronica, techno nebo tech house. Během svojí kariéry získal několik významných ocenění.